# Face à son destin
Face à son destin (Sex & the Single Mom) est un téléfilm américain réalisé par Don McBrearty, diffusé le 8 septembre 2003 sur Lifetime.
Une suite, La Vie d'une mère (More Sex & the Single Mom), a été diffusée en 2005.

## Synopsis
Jess, séduisante avocate et mère célibataire, tente d'élever au mieux sa fille de 15 ans, Sara. Cette dernière, qui se passionne pour la photographie, est entrée dans un âge où les garçons ne la laissent pas indifférente. Éprise de son camarade de classe Chad, dont elle ne rate aucun entraînement de football, elle finit par demander conseil à sa mère sur la conduite à tenir. Jess, qui veut préserver sa fille, conseille à Sara d'être patiente et de ne pas céder aux avances des garçons. Mais le jour où Jess tombe amoureuse du docteur Lofton, elle oublie les recommandations faites à sa fille et s'abandonne dans les bras de son amant...

## Fiche technique
- Titre original : Sex & the Single Mom
- Réalisation : Don McBrearty
- Scénario : Judith Paige Mitchell (en)
- Photographie : Rhett Morita
- Musique : Alex Pauk et Alexina Louie
- Société de production : Andrea Baynes Productions, Alexander/Enright & Associates
- Pays : États-Unis
- Durée : 89 minutes

## Distribution
- Gail O'Grady (VF : Emmanuèle Bondeville) : Jess Gradwell
- Grant Show (VF : Thierry Ragueneau) : Alex Lofton
- Danielle Panabaker (VF : Célia Charpentier) : Sara Gradwell
- Maria Ricossa (VF : Eve Lorach) : Deena
- Nigel Bennett (VF : Bernard Métraux) : Nick Gradwell
- Joshua Close (VF : Alexis Tomassian) : Tyler
- Kyle Schmid (VF : Maël Davan-Soulas) : Chad
- Barbara Gordon (VF : Jocelyne Darche) : Valerie
- Shelley Thompson (VF : Josiane Pinson) : Alicia
- Stacy Smith (VF : Nathalie Régnier) : Emma
- Heather Blom : Leeza
- John MacLaren (VF : Jean-Luc Kayser) : Harrison
- Cindy Sampson (VF : Virginie Méry) : April Gradwell
- Gordie Brown : Frankie
- James Bradley (VF : Éric Etcheverry) : Howard

- Version française
  - Studio de doublage : Dubbing Brothers
  - Direction artistique : Nathalie Régnier
  - Adaptation des dialogues : Alexa Donda

 Source et légende : version française (VF) sur RS Doublage et selon le carton du doublage français télévisuel.